# Jugoistočni papuanski jezici
Jugoistočni papuanski jezici (privatni kod: ecem) prije nazivani centralni i jugoistočni papuanski jezici), jedna od glavnih grana velike jezične transnovogvinejske porodice, čijih se 37 jezika govori u Papui Novoj Gvineji. Podijeljena je na sljedeće skupine:
a. Daga: Daga [dgz], Dima [jma], Ginuman [gnm], Kanasi [soq], Maiwa [mti], Mapena [mnm], Onjob [onj], Turaka [trh], Umanakaina [gdn]
b. Goilala (5):
b1. Fuyug (1): Fuyug [fuy]
b2. Kunimaipa jezici (4): Biangai [big], Kunimaipa [kup], Tauade [ttd], Weri [wer].
c. Koirai (7):
c1. Barai jezici (4): Barai [bbb], Ese [mcq], Namiae [nvm], Ömie [aom].
c2. Koiaric (3): Mountain Koiali [kpx], Grass Koiari [kbk], Koitabu [kqi].
d. Kwale (3): Humene [huf], Mulaha [mfw], Uare [ksj].
e. Mailu (6): Bauwaki [bwk], Binahari [bxz], Domu [dof], Laua [luf], Mailu jezik [mgu], Morawa [mze].
f. Manubara (2): Doromu-Koki [kqc], Maria [mds].
g. Yareba (5): Aneme Wake jezik [aby], Bariji [bjc], Moikodi [mkp], Nawaru [nwr], Yareba [yrb].

## Vanjske poveznice
- Ethnologue (14th)